# Isotelus
Homotelus
Genre
Synonymes
- †Homotelus Raymond 1920

Isotelus est un genre fossile de très grands trilobites asaphidés ayant vécu à l'Ordovicien moyen et supérieur, assez commun en Amérique du Nord. Une espèce, Isotelus rex, est actuellement le plus grand trilobite au monde jamais trouvé sous forme de fossile complet, avec une longueur de 72 centimètres. 

## Classification
Le genre Isotelus a été créé en 1824 par le naturaliste et paléontologue américain James Ellsworth De Kay (1792-1851).

### Synonymes
- †Homotelus Raymond 1920

### Collections
Selon Paleobiology Database en 2024, le nombre de collections référencées est de 1064.
Ces collections sont datées du Dawan de l'Ordovicien inférieur au Télychien du Llandoveryen du Silurien inférieur, soit de 478,6 à 433,4 Ma avant notre ère.

## Découverte et nommage
Un spécimen d’Isotelus rex, de Churchill, au Manitoba, est le plus grand trilobite complet jamais trouvé. Découvert par Dave Rudkin (Musée royal de l'Ontario), Robert Elias (Université du Manitoba), Graham Young (Musée du Manitoba) et Edward Dobrzanske (Musée du Manitoba) en 1999, il mesure 72 centimètres de longueur et 40 centimètres de largeur maximale,,. 

## Liste d'espèces
Selon BioLib (29 août 2021) :
- † Isotelus aktchokensis Weber, 1948
- † Isotelus bradleyi Amati, 2014
- † Isotelus copenhagenensis Ross, Jr. & Shaw, 1972
- † Isotelus frognoensis Owen, 1981
- † Isotelus gigas Dekay, 1824
- † Isotelus harrisi Raymond, 1905
- † Isotelus iowensis (Owen, 1852)
- † Isotelus kimmswickensis (Bradley, 1930)
- † Isotelus maximus (Locke, 1838)
- † Isotelus megistos Locke, 1842
- † Isotelus parvirugosus Chatterton & Ludvigsen, 1976
- † Isotelus pregradnicus (Balashova, 1959)
- † Isotelus skapaneidos Amati, 2014
- † Isotelus stincharensis (Begg, 1950)
- † Isotelus violaensis Amati, 2014
- † Isotelus walcotti Walcott, 1918

Auxquelles il faudrait ajouter l'espèce suivante, non citée par BioLib et TPDB :
- † Isotelus rex Rudkin et al., 1999[3]